# Partit de la Decisió dels Turcmans
Partit de la Decisió dels Turcmans (Turkmen Karar Partisi) és una organització política dels turcmans a l'Iraq.
El 2004 hi va haver algunes dissidències al Front Turcman Iraquià: el Club de Germanor Turcman a Erbil, dirigit per Wadad Erslan es va separar i un notable bloc de figures es va alienar amb les seves tesis d'excessiva influència turca en el moviment i manca d'estratègia. El president Faruk Abdullah no fou reelegit pel càrrec i va fundar el Partit de la Decisió dels Turcmans.
El partit va concórrer a les eleccions parlamentàries iraquianes el desembre del 2005 en la llista de la Coalició del Congrés Nacional dirigida per Ahmed Chalabi (o Jalabi) del Congrés Nacional Iraquià, que incloïa alguns grups menors com el Partit Constitucional Iraquià (monàrquic) i personalitats com Abd al-Husayn Shandal (després ministre de Justícia). Encara que la majoria eren xiïtes també hi havia sunnites, però no va aconseguir representació. Pel seu costat la llista del Front Turcman va perdre un diputat però en va conservar un altre. El partit va ingressar al front i hi va restar fins al 2008 quan en va sortir i va retornar a l'actuació com a partit separat.
El 2010 el president era Abdullah i el vicepresident Yavuz Ömer Adil.